# Río Sinú
Le río Sinú est un fleuve de Colombie.

## Géographie
Le río Sinú prend sa source dans le nord de la cordillère Occidentale, au niveau du nœud de Paramillo, dans le département d'Antioquia. Il coule ensuite vers le nord, séparant les serranías de Abibe et de San Jerónimo, traverse le département de Córdoba avant de se jeter dans la mer des Caraïbes, après un parcours total de 415 km.

## Galerie

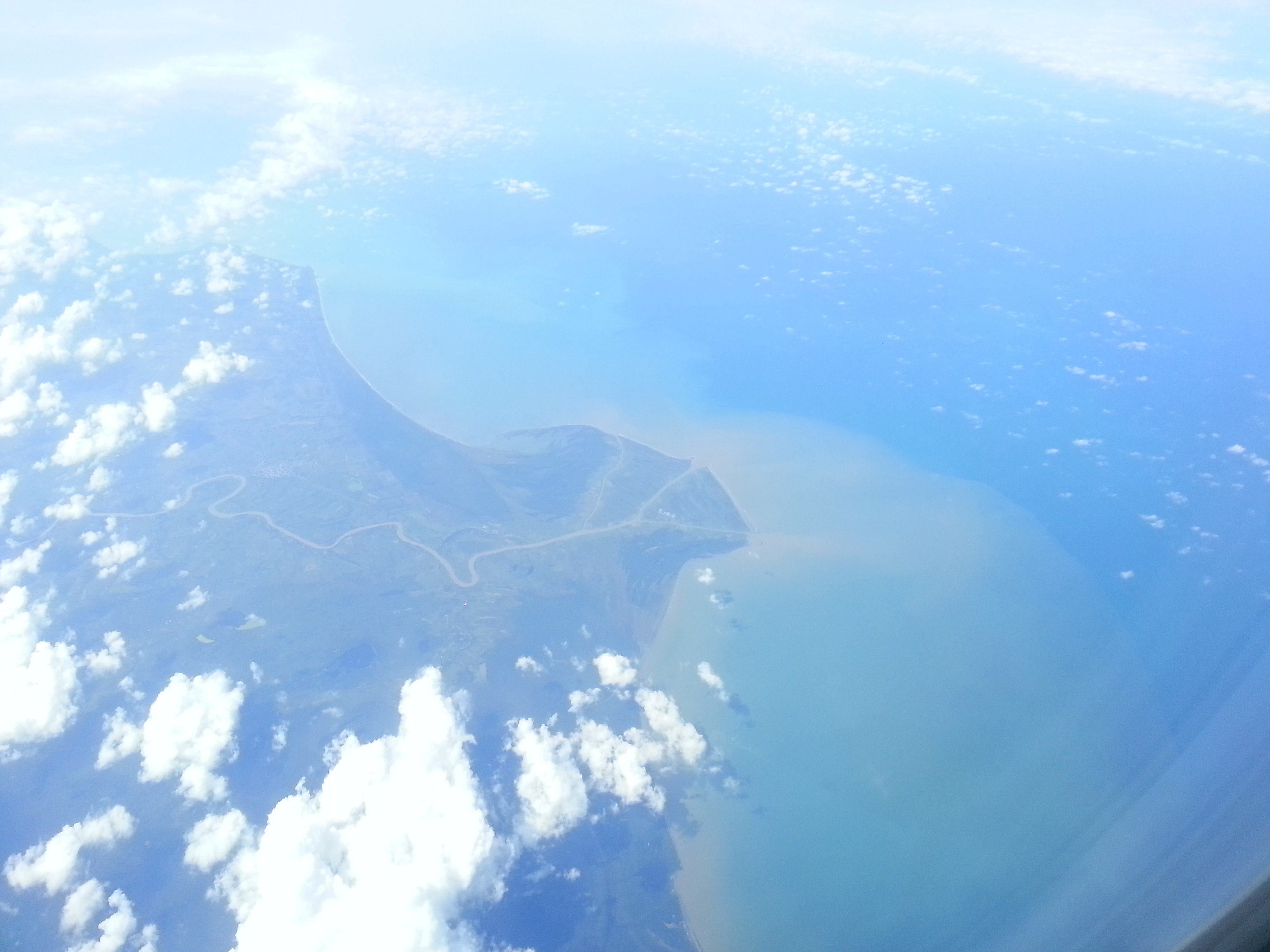
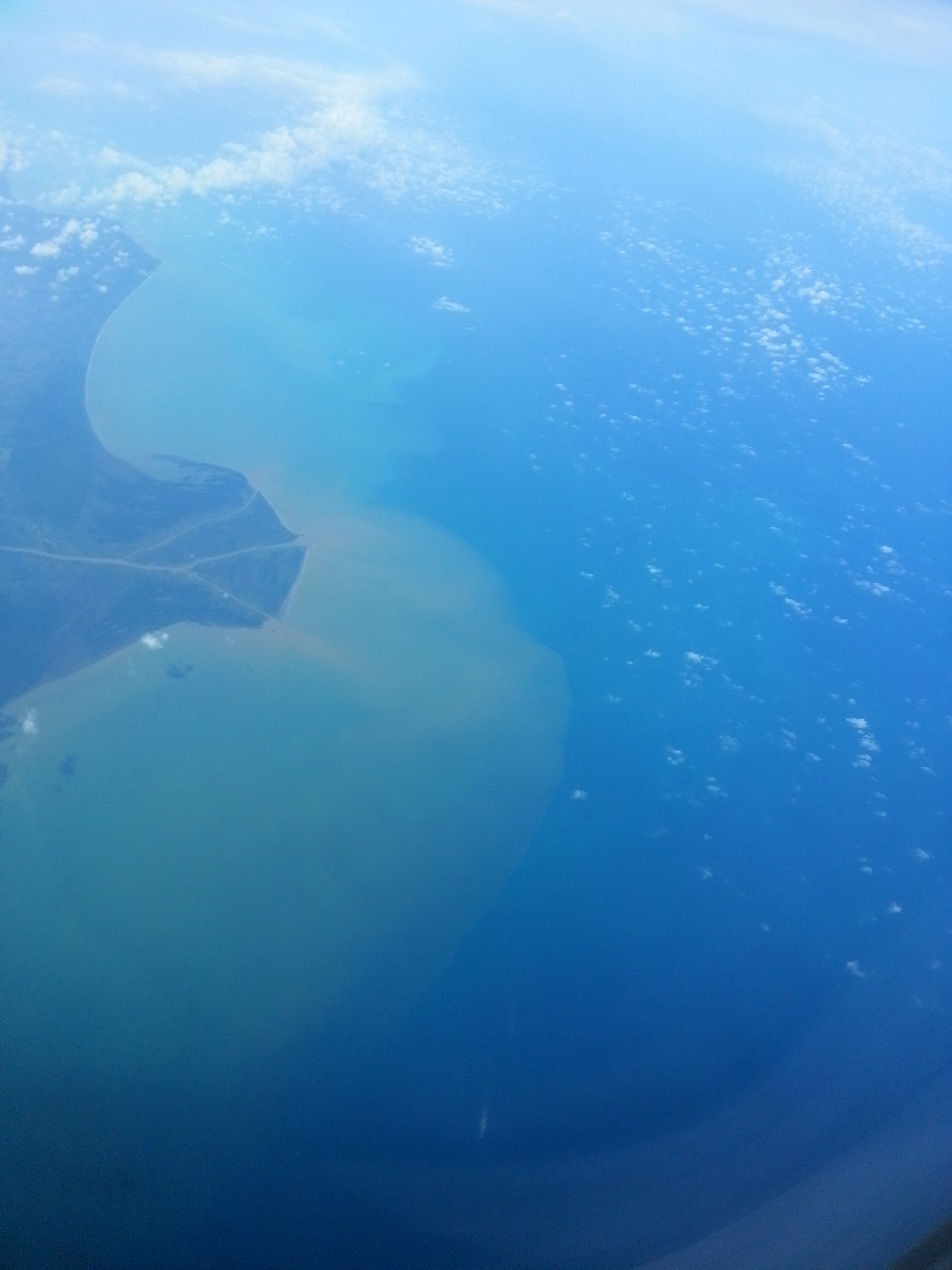